# Hendrick van Somer

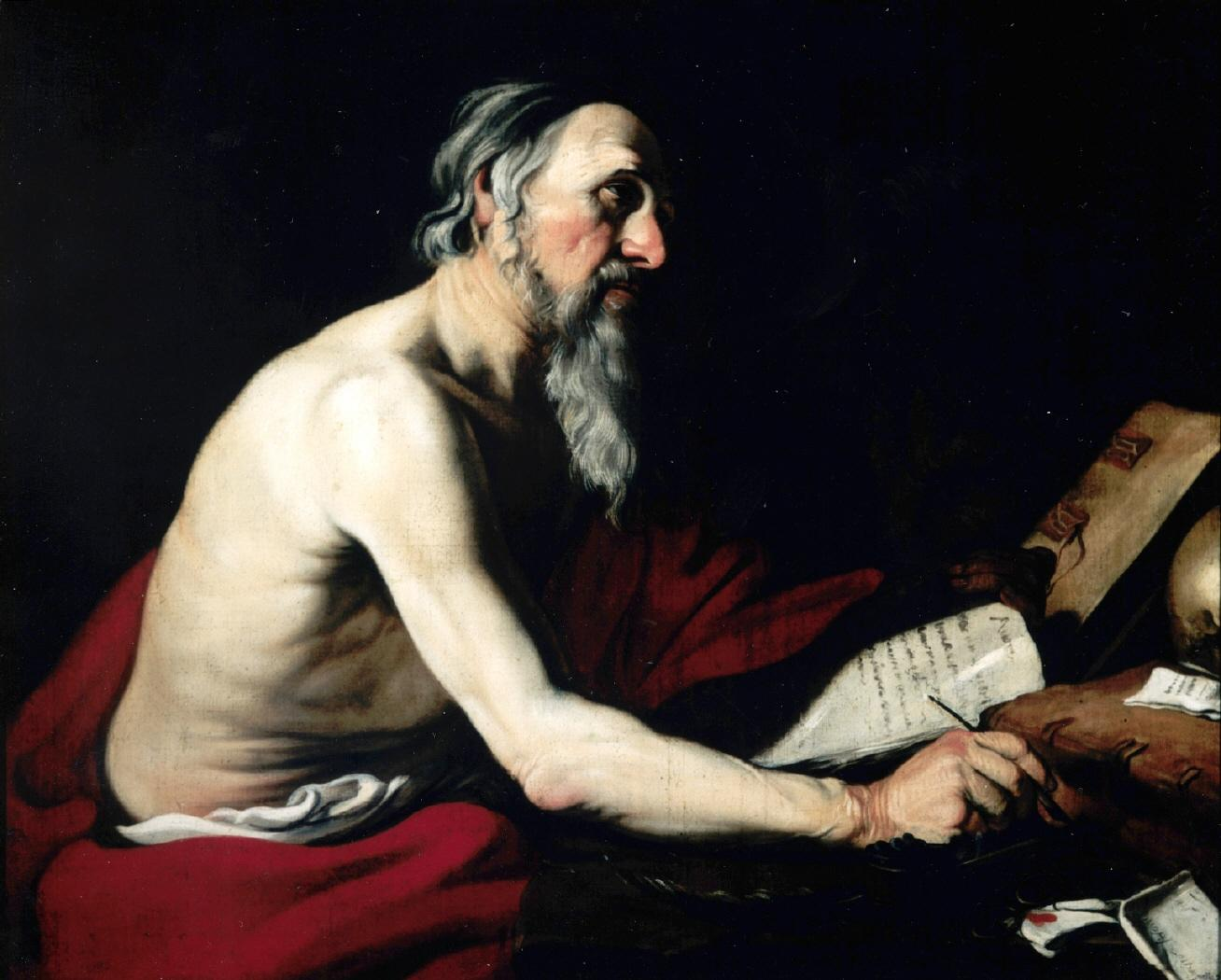
San Jerónimo, óleo sobre lienzo, 80 x 101 cm, Madrid, Museo Lázaro Galdiano.

Hendrick de Somer, conocido en Italia como Enrico Fiammingo y Henrico il Fiamingo (Lokeren o Lochristi, 1607-Nápoles, c. 1655) fue un pintor barroco flamenco activo en Nápoles. Su pintura ha llegado a ser confundida con la de José de Ribera.  Es considerado uno de los principales pintores flamencos o neerlandeses en Nápoles en la primera mitad del siglo XVII.

## Biografía

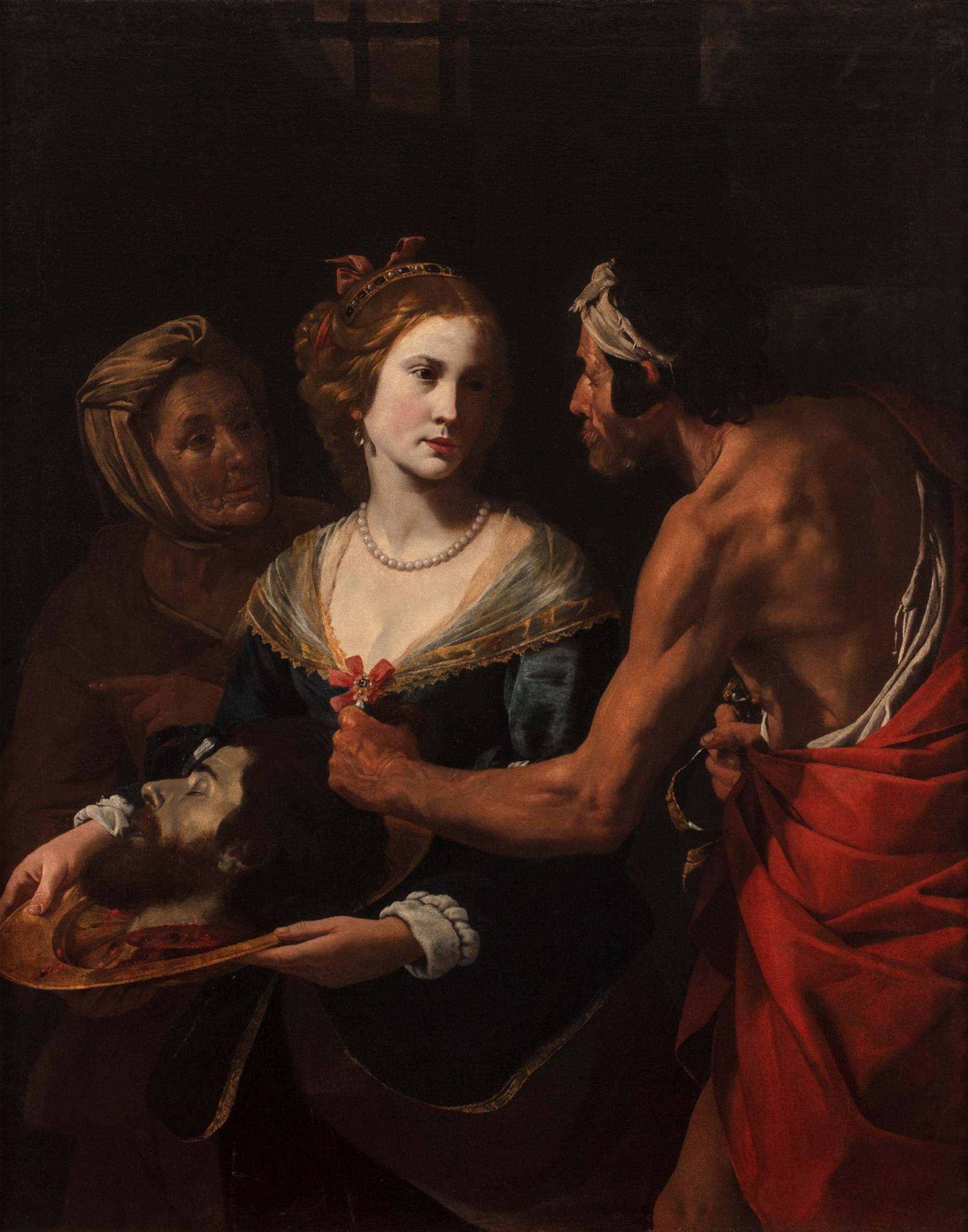
Salomé recibiendo la cabeza de Juan el Bautista

Hendrick de Somer ha sido identificado con el 'Enrico Fiammingo' mencionado como alumno de José de Ribera por el historiador de arte y pintor italiano Bernardo de' Dominici en su Vite dei Pittori, Scultori, ed Architetti Napolitani (Vidas de los pintores, escultores y arquitectos napolitanos) (1742-1743). Hasta hace muy poco, el artista se confundía con un pintor holandés de Ámsterdam con un nombre casi idéntico llamado Hendrick van Someren o Hendrick van Somer.  El mérito de descubrir la verdadera identidad de Hendrick de Somer se debe a Ulisse Prota-Giurleo, que descubrió un registro de un 'Enrico de Somer' actuando como testigo en un procedimiento legal relacionado con el matrimonio del pintor Viviano Codazzi en Nápoles.  En el documento, el pintor afirmó que tenía 29 años y vivió en Nápoles durante 12 años. Esta afirmación permite identificar el año de su nacimiento como 1607 y fijar el año de su llegada a Nápoles como 1624. La declaración nombra al padre del artista como 'Gil'.
Investigaciones posteriores de historiadores del arte revelaron que Hendrick de Somer había dejado Flandes para irse a Italia, donde se estableció en Nápoles en 1624. Puede haber viajado con su familia o haber sido recibido por un miembro de la familia que ya reside en Nápoles.  Él permaneció activo en esa ciudad hasta 1655.
En Nápoles entró en contacto con José de Ribera, que tuvo una destacada influencia sobre su obra.  Se casó con una mujer local con quien tuvo hijos.
No hay registros sobre Hendrick de Somer después de 1656, lo que indica que pudo haber sido una de las víctimas de la peste de 1656 en Nápoles.

## Obra

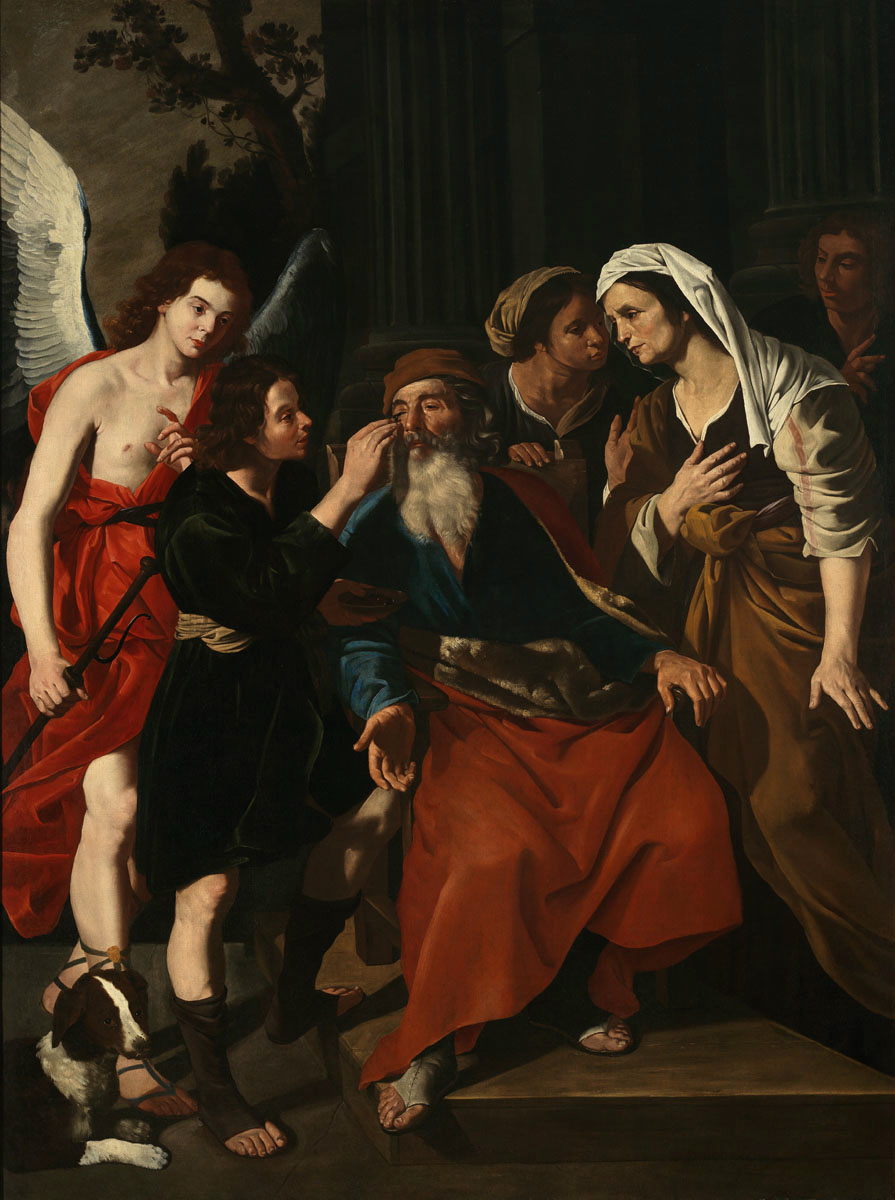
Tobías cura la ceguera de su padre

El catálogo de obras de Hendrick de Somer compilado en 2014 contenía 87 obras.  Sus obras tratan principalmente de temas bíblicos y mitológicos. Las atribuciones a Hendrick de Somer se basan principalmente en las únicas tres obras firmadas y fechadas por de Somer: el Caritas Romana de 1635 (Colección romana privado) y dos versiones de San Jerónimo en el desierto, una en las Trafalgar Galleries en Londres desde 1651, la otra en la Galleria Nazionale di Palazzo Barberini en Roma desde 1652. Este último originalmente llevaba una firma falsa de Ribera, que había sido pintada sobre la firma 'Enrico So [mer] f. y la fecha '1652'. Otra obra clave para identificar la obra del artista es el retablo del Bautismo de Cristo (Nápoles, Santa Maria della Sapienza) de 1641, que se puede atribuir con certeza a de Somer ya que se ha conservado la documentación relativa a la comisión de esta obra.  Este obra temprana muestra la estrecha relación del artista con de Ribera. En particular, muestra similitudes con el Martirio de San Sebastián de Ribera (Museo di Capodimonte). Otra influencia en este obra es la Flagelación de Cristo de Caravaggio.

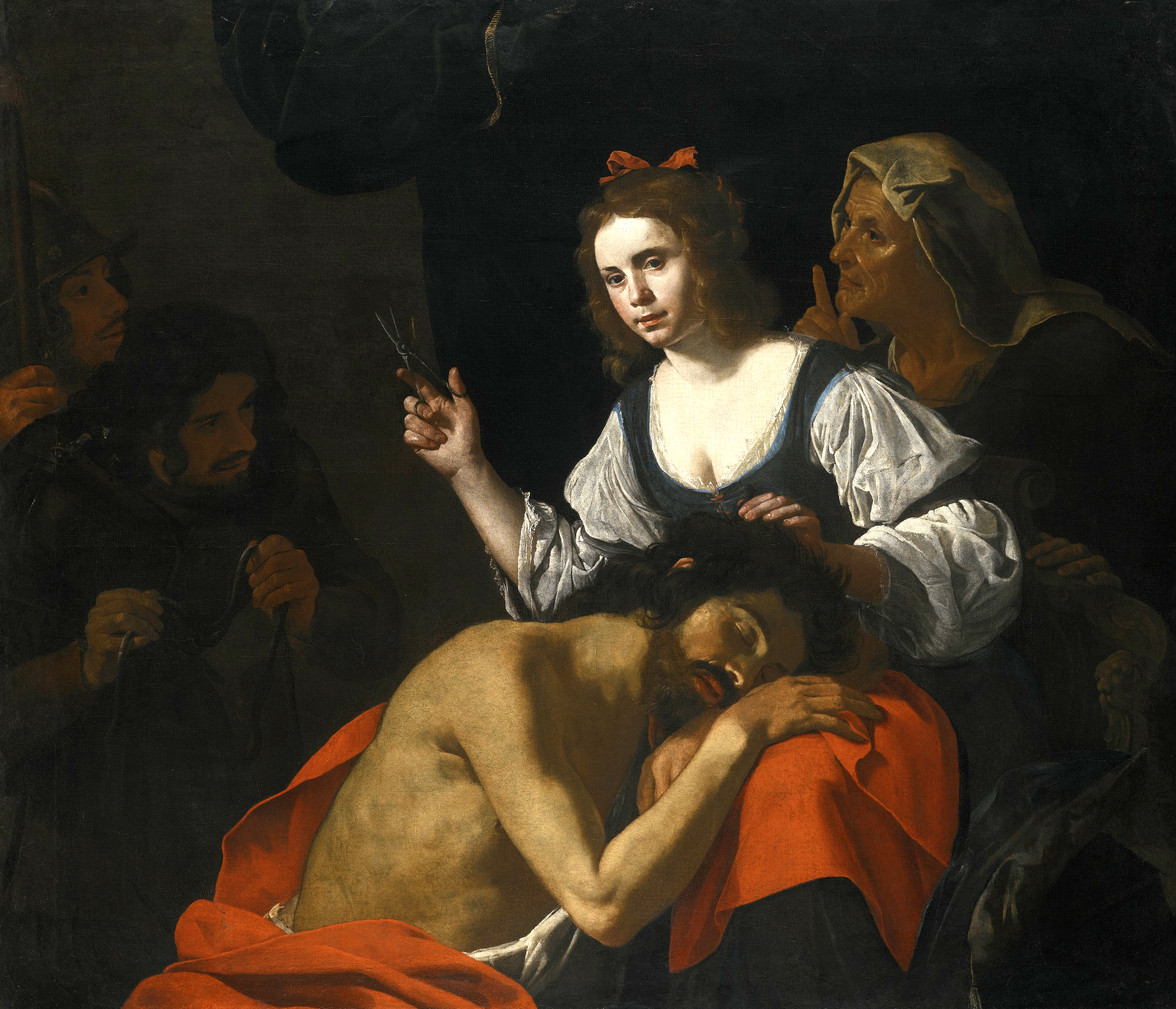
Sansón y Dalila

Las medias figuras o figuras de tres cuartos de san Jerónimo penitente, que forman buena parte de su obra conocida, como el atribuido San Jerónimo del Museo Lázaro Galdiano, demuestran la influencia de Ribera hasta el punto de haberse asignado en ocasiones al Spagnoletto, aunque en el firmado San Jerónimo y los padres de la Iglesia del Palazzo Corsini (Roma), sin haberse desprendido por completo del detallismo nórdico, muestra un naturalismo atenuado. Obras como el San Jerónimo leyendo de la Galería de la Academia de Bellas Artes de Nápoles, o un Ecce Homo del Museo del Hermitage de San Petersburgo, han sido diversamente atribuidas a Ribera o al todavía mal conocido de Somer, estrechamente dependiente de los modelos de Ribera a la vez que dotado de una refinada técnica pictórica.  Más tarde, como muchos de sus colegas napolitanos, de Somer se alejó del [tenebrismo] de Ribera] en respuesta al creciente gusto por el arte romano-boloñés en Nápoles. Su obra no muestra ningún rastro de sus orígenes del norte.
Se cree que de Somer estuvo en contacto con Matthias Stom durante la estancia de Stom en Nápoles en la década de 1630. Obras de Hendrick de Somer como Caritas Romana (1635, colección privada) y Tobías cura la ceguera de su padre" (c 1635, Banco Commerciale Italiana, Collezione Intesa Sanpaolo) se pueden ver como la reacción de Hendrick de Somer al realismo septentrional de Matthias Stom.
En composiciones posteriores, de Somer refleja influencias derivadas del ejemplo de otros maestros napolitanos que se hicieron valer en aquellos años, como Massimo Stanzione y Bernardo Cavallino. La paleta de Somer se alejó gradualmente del tenebrismo de Ribera y se abrió al color neo-veneciano, que en ese período vino a reemplazar al claroscuro de los caravaggistas.  Obras como las versiones múltiples de Lot y sus hijas y Samson y Delilah son ejemplos de esta evolución.
Una obra con una cierta fecha posterior es el San Jerónimo leyendo de 1652 (Roma, Galleria Nazionale di Palazzo Barberini). De Somer creó muchas pinturas del santo, al igual que su maestro de Ribera, que había popularizado este tema.